# Wohlriechende Heckenkirsche
Die Wohlriechende Heckenkirsche (Lonicera fragrantissima), auch Duft-Heckenkirsche, Winter-Geißblatt oder Winter-Heckenkirsche ist eine Pflanzenart aus der Familie der Geißblattgewächse (Caprifoliaceae). Sie kommt ursprünglich in China vor, ist jedoch als Zierpflanze über ihre natürlichen Vorkommen hinaus verbreitet. 

## Beschreibung

### Habitus
Die Wohlriechende Heckenkirsche wächst gewöhnlich als aufrechter, locker verzweigter und sommergrüner Strauch. Gelegentlich werden auch dichter verzweigte Formen oder solche mit niederliegenden Zweigen beobachtet. Die Wohlriechende Heckenkirsche besitzt eine buschig-rundliche Silhouette, ihre Wuchshöhe beträgt etwa einen bis zwei Meter. Die biegsamen Zweige sind hellgrau berindet, bei älteren blättert die Rinde ab. Die ockerbraune Rinde junger Zweige ist gewöhnlich mit zurückgebogenen Borsten besetzt. Im Unterschied zu anderen Lonicera-Arten, die hohle Zweige besitzen, enthalten die Zweige der Wohlriechenden Heckenkirsche ein volles Mark.

### Knospen und Blätter

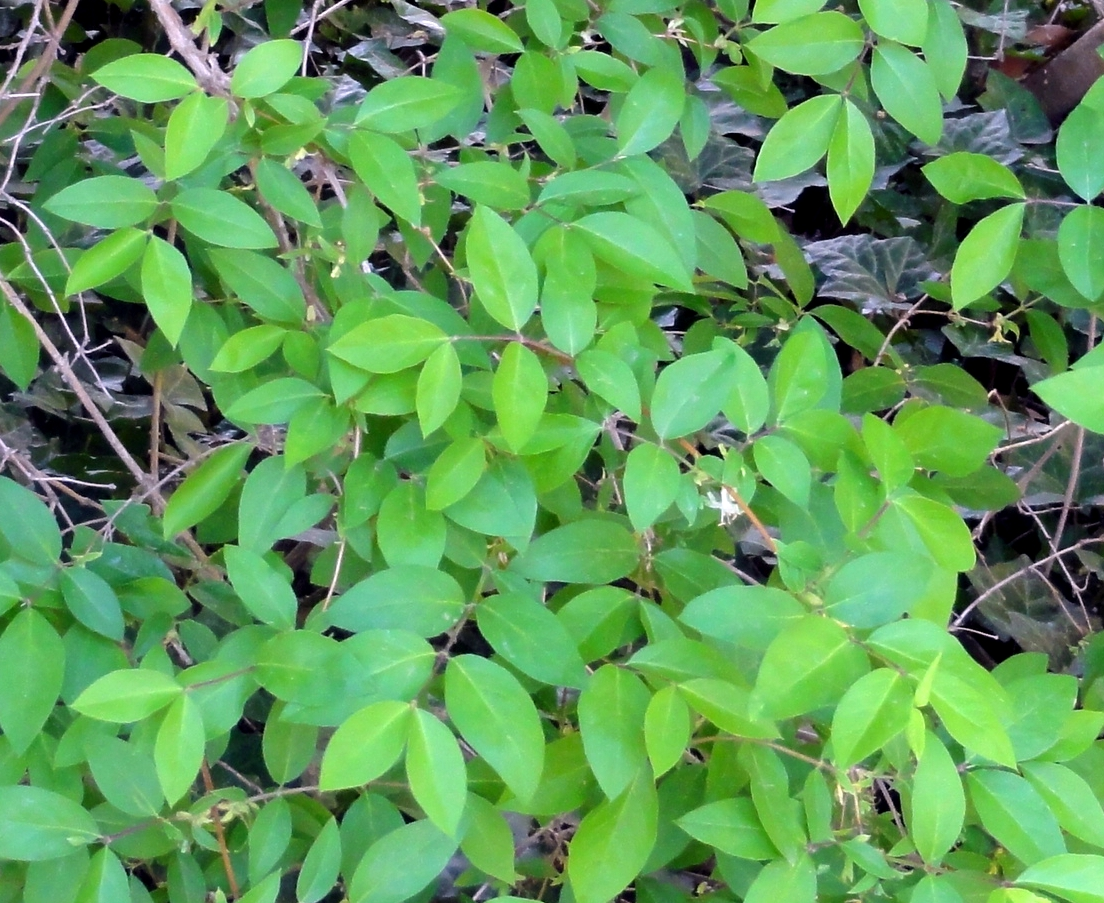
Laub einer Heckenkirsche

Die Laubblätter sind gegenständig angeordnet.
Der Blattstiel ist mit rauen Haaren besetzt und wird etwa zwei bis fünf Millimeter lang. Die Blattspreite entwickelt eine Länge von circa 3 bis 8,5 Zentimeter und eine Breite zwischen 1 und 4,5 Zentimeter. Die Spreitengestalt kann unterschiedlich ausgeprägt sein. Sie variiert in der Form von verkehrt-eiförmig über eiförmig bis lanzettförmig. Die Blattbasis weist Übergänge von fast herzförmig bis keilförmig auf. Die Blattspitze ist gerundet bis zugespitzt. Der ganzrandige Blattrand ist bewimpert oder beinahe kahl. Bisweilen rollt er sich leicht nach unten ein. Die Farbe der Blattunterseite fällt im Vergleich zur hell- bis sattgrünen Blattoberseite oft etwas blasser und matter aus. Blattober- und Unterseite können unbehaart bis fein behaart oder mit rauen Haaren besetzt sein. Häufig entwickelt sich auf der Nervatur eine feine Behaarung.

### Blütenstand und Blüten

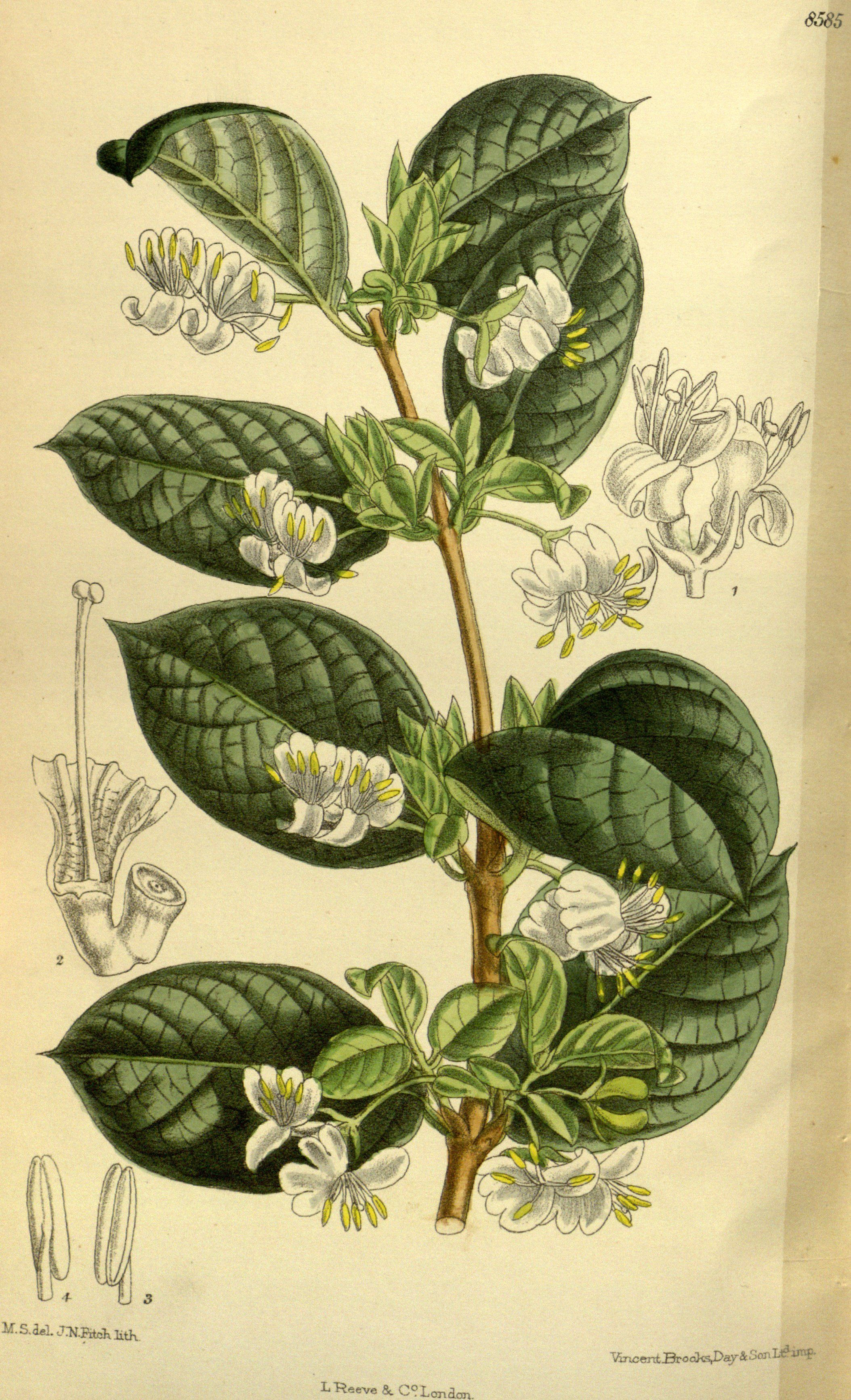
Lonicera fragrantissima, Illustration

Die Winterknospen der Wohlriechenden Heckenkirsche sind gerundet geformt. Ein Paar knorpelige, spitz zulaufende Außenschuppen umhüllt schützend die lang auswachsenden häutigen inneren Knospenschuppen. Jeweils ein Blütenpaar steht in einem achselständigen Blütenstand zusammen. Dieser bildet sich in den Blattachseln, die sich an der Basis neuer Triebe befinden. Der Blütenstandsstiel ist 1 bis 15 Millimeter lang und zur Spitze hin nicht verdickt. Er kann kahl oder auch rau behaart sein. Unterhalb des Blütenstandes befinden sich zwei blattähnliche, annähernd lanzettliche, 7 bis 10 Millimeter lange Hochblätter. Diese sind häufig grün-purpurn gefärbt.

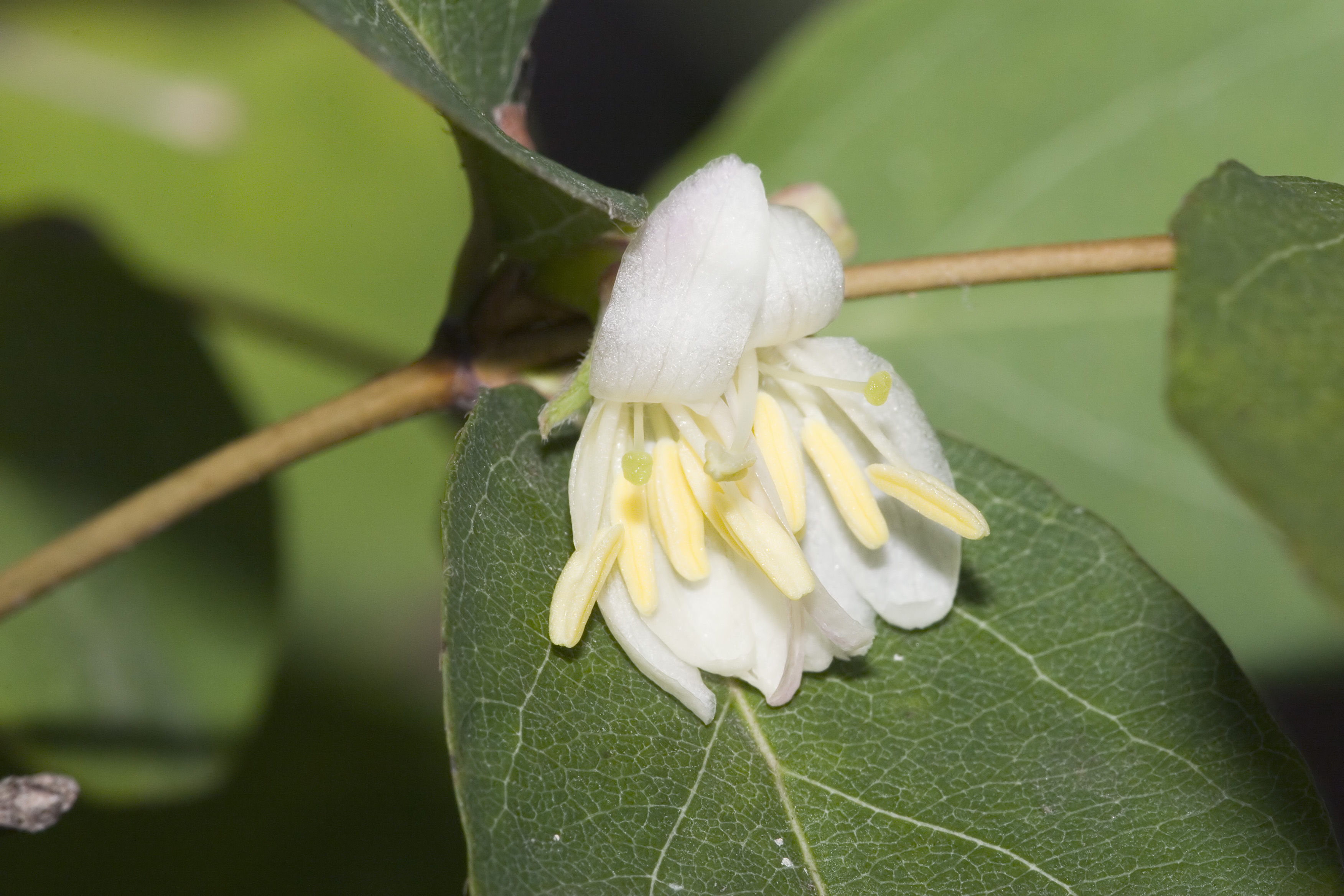
Blüte

Die zygomorphe, zwittrige, angenehm nach Jasmin duftende Blüte der Wohlriechenden Heckenkirsche besitzt Kelch und Krone. Die fünf Kelchblätter sind becherförmig miteinander verwachsen. Die Form des Kelches verengt sich zur Basis hin nicht. Der Kelchrand ist entweder gestutzt oder gleichmäßig gelappt. Bisweilen ist er auch mit feinen Haaren besetzt. Die zweilippige Blütenkrone, gebildet aus fünf Kronblättern, wird etwa 1 bis 1,5 Zentimeter lang. Ihre Farbe variiert von weiß bis creme-weiß, häufig ist die Krone mit einem blassen, verwaschenen rosa Farbton leicht überlaufen. An ihrer Außenseite kann sie kahl sein oder auch eine feine Behaarung entwickeln. Die längliche Kronröhre wird vier bis fünf Millimeter lang. Ihre Innenseite bildet eine dichte flaumige Behaarung aus. In Richtung Kronröhrenbasis ist sie schwach vorspringend. Nahe der Basis der Kronröhre befindet sich im Inneren auf der ventralen Seite das Nektarium aus kräftigen, drüsigen, sitzenden Haaren. Die Oberlippe wird etwa 7 Millimeter lang. Sie ist etwa bis zur Mitte gelappt. Die Unterlippe ist zurückgebogen und ungefähr 8 Millimeter lang. Die fünf Staubblätter besitzen ungleich lange Staubfäden mit dorsal fixierten goldgelben Staubbeuteln. Gemeinsam mit dem schmalen, kahlen Griffel, der von einer kopfigen Narbe gekrönt ist, stehen sie aus der Kronröhre hervor. 
Die gepaarten unterständigen Fruchtknoten sind bis zur Mitte oder etwas darüber miteinander verwachsen.
Die Blütezeit erstreckt sich von Januar bis April

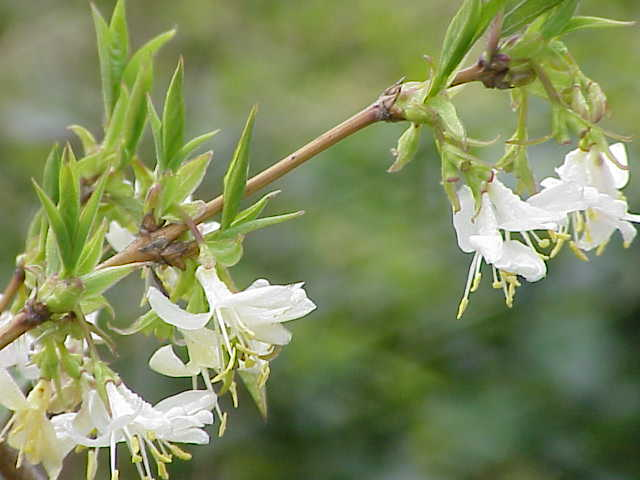
Lonicera fragrantissima, blühender Zweig

### Frucht und Samen

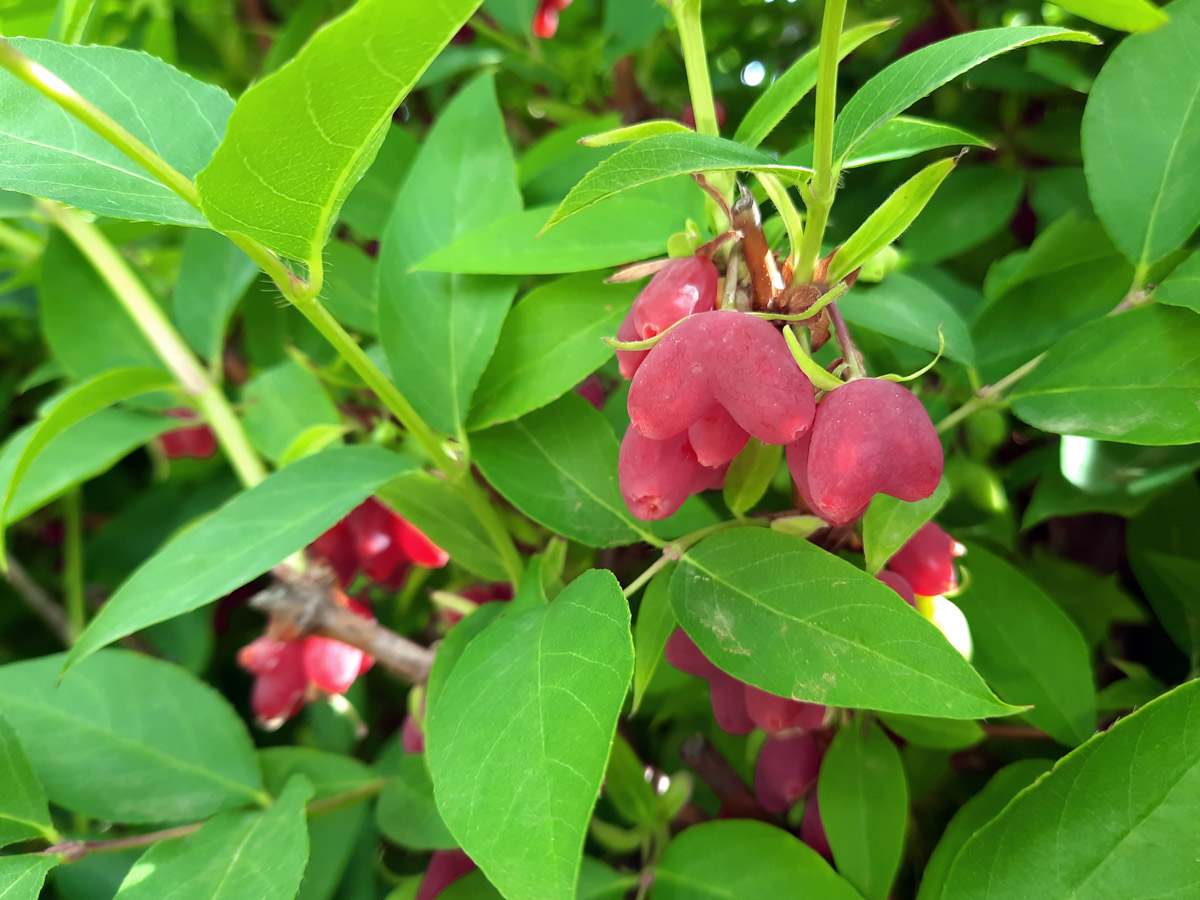
Früchte am Strauch (Ende April)

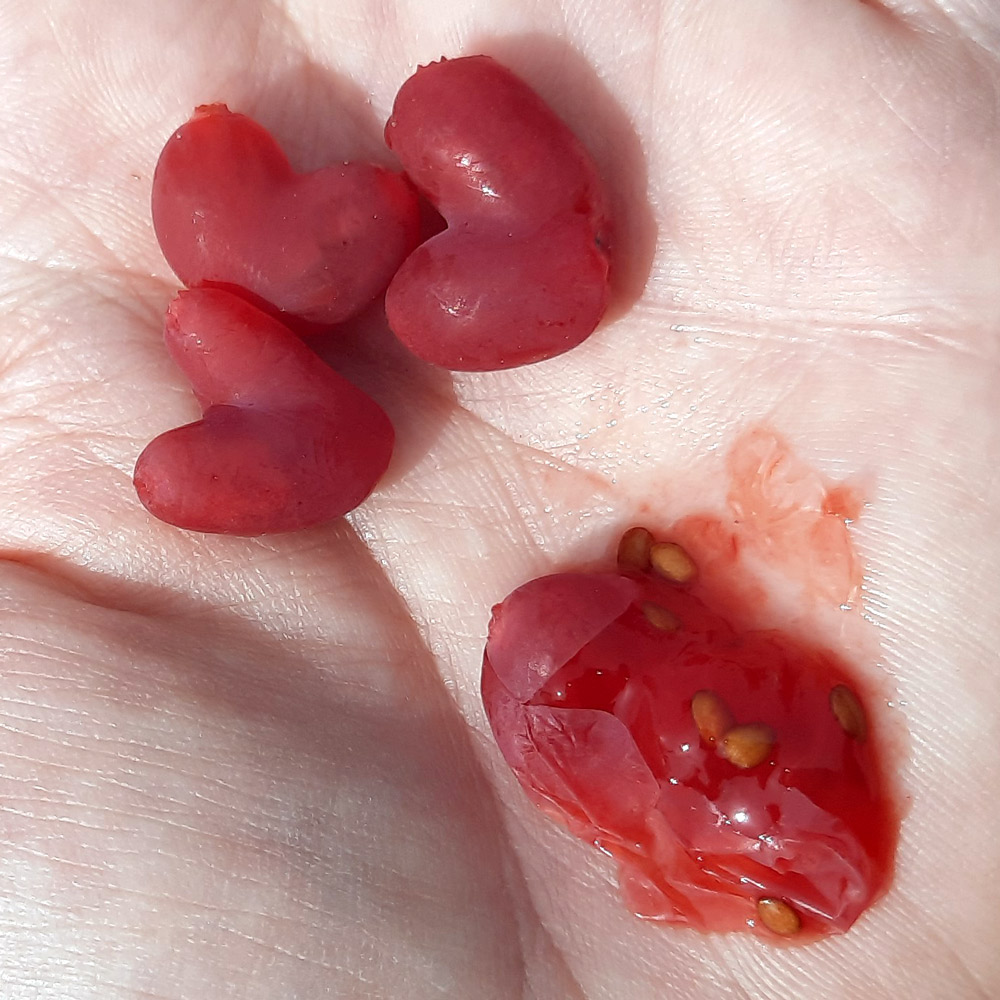
Reife Früchte, hier Doppelbeeren, mit Samen

Die Früchte sind rundliche, attraktiv gefärbte korallenrote, bisweilen auch lachsrote Beeren, die teilweise (analog zu den Fruchtknoten) miteinander zu Doppelbeeren verwachsen sind. Eine unverwachsene Beere hat einen Durchmesser von etwa 1 Zentimeter. Die länglichen, braunen Samen besitzen seichte Grübchen. Sie werden etwa 3,5 Millimeter lang und sind leicht abgeplattet. Zum Verzehr sind die Beeren nicht geeignet. Die Fruchtzeit erstreckt sich von April bis Juni.

## Verbreitung und Standort
Die Wohlriechende Heckenkirsche kommt nativ in China vor. Ihre Bestände sind in den Provinzen Anhui, Gansu, Hebei, Henan, Hubei, Hunan, Jiangsu, Jianxi, Shaanxi, Shandong, Shanxi, Sichuan und Zhejiang belegt. Bevorzugte Standorte sind Laubwälder und Niederwald von 100 bis 2700 Meter Seehöhe.

## Ökologie
Die Wohlriechende Heckenkirsche wird von Insekten bestäubt und zählt aufgrund der frühen Blütezeit zur ersten Bienennahrung. Auch frühfliegende Schmetterlinge schätzen den reichlich angebotenen Nektar. Die Samen werden über Vögel ausgebreitet.

## Systematik
Die Wohlriechende Heckenkirsche wurde unter Lonicera fragrantissima Lindl. & Paxton 1852 von Lindl. & Paxton erstmals wissenschaftlich gültig beschrieben. Sie bildet zwei Unterarten aus:
- Lonicera fragrantissima subsp. phyllocarpa (Maxim.) P.S.Hsu & H.J.Wang
- Lonicera fragrantissima subsp. standishii (Jacques) P.S.Hsu & H.J.Wang[7]. Sie wird von manchen Autoren auch als eigene Art angesehen.

Als Varietät ist neben der Nominatform Lonicera fragrantissima var. fragrantissima noch Lonicera fragrantissima var. lancifolia (Rehder) Q.E. Yang, Landrein, Borosova & J. Osborne belegt, die sich in Breite und Form der Laubblätter von Lonicera fragrantissima Lindl. & Paxton var. fragrantissima unterscheidet.

## Namenserklärung
Mit dem Gattungsnamen Lonicera ehrte Carl von Linné den deutschen Mathematiker, Arzt und Botaniker Adam Lonitzer. Das Artepitheton leitet sich vom lateinischen Wort fragans mit der deutschen Bedeutung duftend ab und bezieht sich, ebenso wie der deutsche Trivialname, auf die intensiv nach Jasmin duftenden Blüten der Pflanze. 

## Verwendung
Obwohl in Europa nicht nativ, gilt sie als beliebter Zierstrauch in Parks und Anlagen. Im Gartenbau wird sie gerne als Duftpflanze in der Gruppe oder solitärstehend empfohlen. Trotz ihrer Winterhärte sollte sie an geschützten Stellen gepflanzt werden. Direkt nach der Blüte empfiehlt sich eine Auslichtung. Die Vermehrung kann problemlos durch Ausläufer oder Stecklinge vorgenommen werden.